# Tropisch Landbouwmuseum
Het Koloniaal- dan wel Indisch- of Tropisch Landbouwmuseum was een museum dat van 1915 tot 1968 heeft bestaan als onderdeel van de Tropische Landbouwschool in Deventer. Het veranderde in de loop van zijn bestaan tweemaal van naam.

## De stichting van een Koloniaal Landbouwmuseum
Aan het begin van de twintigste eeuw kon de in 1876 opgerichte Rijkslandbouwschool in Wageningen niet meer in de behoefte voorzien van studenten die zich op een carrière bij een cultuuronderneming in Nederlands-Indië wilden voorbereiden. Daarom werd de school gesplitst in een school gericht op Nederlandse land-, tuin- en bosbouw, en een school voor koloniale landbouw. Als vestigingsplaatsen voor de koloniale tak kwamen Nijmegen, Zeist, Haarlem en Deventer in aanmerking, waarbij al gauw de twee laatste steden overbleven. De gemeente Deventer zag de school graag komen en stelde grond en geld ter beschikking. Haarlem had echter een belangrijk pluspunt: het Koloniaal Museum dat daar al sinds 1871 was gevestigd. Om de school toch naar Deventer te lokken, stelde de afdeling Deventer van de Maatschappij van Nijverheid voor om tastbaar materiaal over de koloniale landbouw te verzamelen. Dat kon dan worden tentoongesteld, en later beschikbaar worden gesteld aan de school. Mede dankzij dit initiatief viel de keus van de politiek op Deventer. 
Op 16 september 1912, na de grote Koloniale Landbouwtentoonstelling van 6 tot en met 21 juni in Deventer, opende daar de Middelbare Koloniale Landbouwschool zijn deuren en in 1915 volgde het Koloniaal Landbouwmuseum dat steun had gekregen van de gemeente Deventer en de Ministeries van Landbouw en Visserij en van Koloniën.

## Doelstelling en activiteiten
De doelstelling van het museum was een zo groot mogelijke verzameling aan te leggen van objecten en naturalia die te maken had met de landbouw in de tropen, zowel die van de 'inlanders' als die van de Europeanen. Al die objecten moesten niet alleen een rol spelen in het aanschouwelijk onderwijs van de docenten, maar bovendien een aantrekkelijke koloniale sfeer scheppen waardoor de studenten optimaal werden gemotiveerd hun opleiding met vrucht te volgen. Ook etnografische voorwerpen en producten van inheemse kunstnijverheid werden verzameld voor zover zij in verband konden worden gebracht met de bewerking en cultivering van de grond. Naast het aanleggen en beheren van een collectie organiseerde het museum ook speciale cursussen voor de studenten. Vanaf 1916 werden er suiker-en rubbercursussen gegeven. Ook konden er meisjes en vrouwen terecht die naar Indië gingen. Zij leerden Maleis, koken en kregen lessen in tropische hygiëne. 

## Bloei en neergang
De jaren twintig waren voor het museum een goede tijd. Een verbintenis met de Vereniging 'Oost en West' zorgde voor grotere bekendheid en meer bezoekers. Begin jaren dertig kwamen jaarlijks 1000-1400 betalende bezoekers binnen, een voldoening gevend aantal voor een provinciemuseum in die jaren. Inkomsten werden verder gegenereerd uit lidmaatschapsgelden, donaties en gemeentelijke subsidies. Maar tijdens de crisisjaren werd het moeilijk. Het Ministerie van Koloniën zette zijn subsidie stop en huuropbrengsten die het museum ieder jaar kon innen door de verhuur van het cursusgebouw stopten nagenoeg. Geldgebrek maakte een geplande modernisering onmogelijk. Het enige lichtpunt was nog dat de gemeente Deventer in 1937 het cursusgebouw overnam, waardoor het museum van de onderhoudskosten van dit onrendabel geworden pand af was.
Het museum overleefde de oorlogsjaren zonder al te veel schade; bovendien waren vanaf eind 1944 tot begin 1946 de deuren voor het publiek gesloten geweest. In 1946, kort na de heropening, werd de naam van het museum veranderd in Indisch Landbouwmuseum, Toen de onafhankelijkheid van Indonesië in 1949 een feit werd veranderde in 1950 de naam in Tropisch Landbouwmuseum. 

## De laatste jaren
Het Tropisch Landbouwmuseum heeft bestaan tot 1968, maar vrijwel de gehele naoorlogse periode heeft het museum geworsteld met geld- en personeelsgebrek. De exploitatiekosten stegen met de jaren fors, maar overheidssubsidies waren gelijk gebleven. Het personeel bestond slechts uit een directeur-conservator en een conciërge-amanuensis; als de laatste ziek werd, was er geen vervanger en moest het museum tijdelijk sluiten. Eenmalige doelsubsidies - zoals voor de uitbreiding van de collectie - kon de toenemende armoe niet wegnemen: uitvallende verwarming en verlichting, een sterk verouderde museumpresentatie en onbetaalbare onderhoudsreparaties en renovaties van het gebouw. Allerlei plannen voor een nieuw beheer van het gebouw, desnoods een ander pand en een formele overname van de collectie door het Rijksmuseum voor Volkenkunde in Leiden, zodat de collectie een branche in Deventer van het Leidse museum kon worden, gingen uiteindelijk niet door als gevolg van geldkwesties. De problemen bleven en werden groter omdat subsidies uit Den Haag en van de gemeente stopten. Directeur J. Vanhouten legde op 1 februari 1968 zijn functie neer en ook conciërge Hermsen stopte ermee. Hermsen was inmiddels 80 jaar oud.
De collectie bleef enkele jaren zonder beheerder achter. In 1972 schonk de gemeente Deventer het geheel van plusminus 3000 voorwerpen aan het pas opgerichte Volkenkundig museum 'Gerardus van der Leeuw' in Groningen. 

## Gebouw
Het pand tegenover het gebouw van de landbouwschool waarin het museum was gevestigd is een rijksmonument. Na 1972 maakte de muziekschool van Deventer er lang gebruik van. Later werd er een fotostudio in gevestigd, waarna nog andere tijdelijke bestemmingen volgden. 